# Santo Tomás (vulkaan)
Santo Tomás is een stratovulkaan in de departementen Suchitepéquez en Quetzaltenango in Guatemala. De berg ligt ongeveer 15 kilometer ten zuidoosten van de stad Quetzaltenango en is ongeveer 3542 meter hoog.
De vulkaan staat ook bekend als "Volcán Pecul" of "Cerro Zunil", de naam van de jongste en meest prominente koepel die ongeveer 84.000 jaar geleden actief was. Geothermische activiteit kan worden waargenomen in de vorm van fumarolen en thermale bronnen die zijn gelegen aan de westkant van de bergkam tussen Santo Tomás en Zunil.
Ongeveer acht kilometer naar het noordwesten ligt de vulkaan Santa María.